# Kiskunhalas

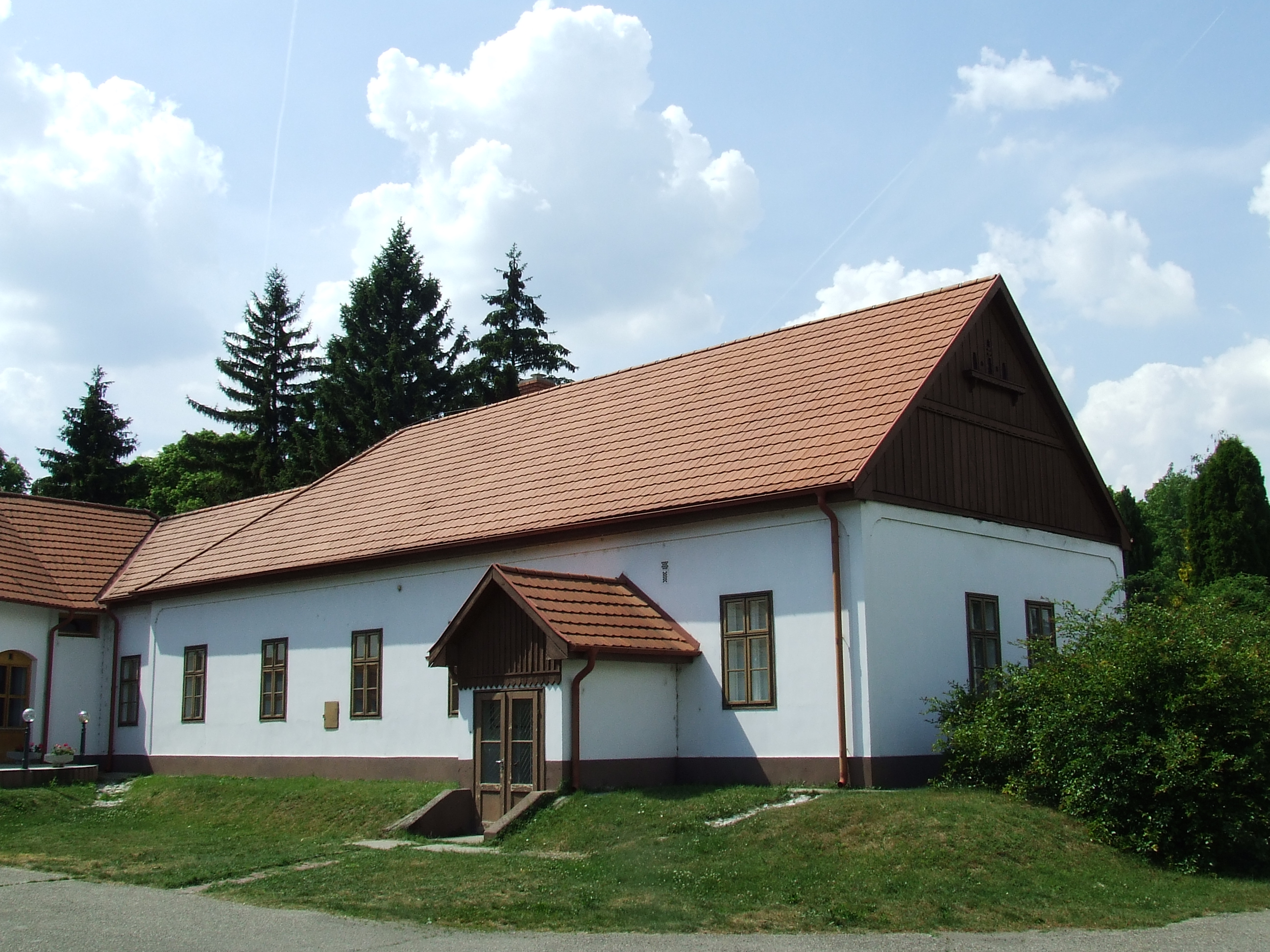
Spetsmuseet i Kiskunhalas.

Kiskunhalas är en stad i Ungern med 27 017 invånare (2019).